# Tulipa sprengeri
Tulipa sprengeri är en liljeväxtart som beskrevs av John Gilbert Baker. Tulipa sprengeri ingår i släktet tulpaner, och familjen liljeväxter. Inga underarter finns listade.

## Bildgalleri

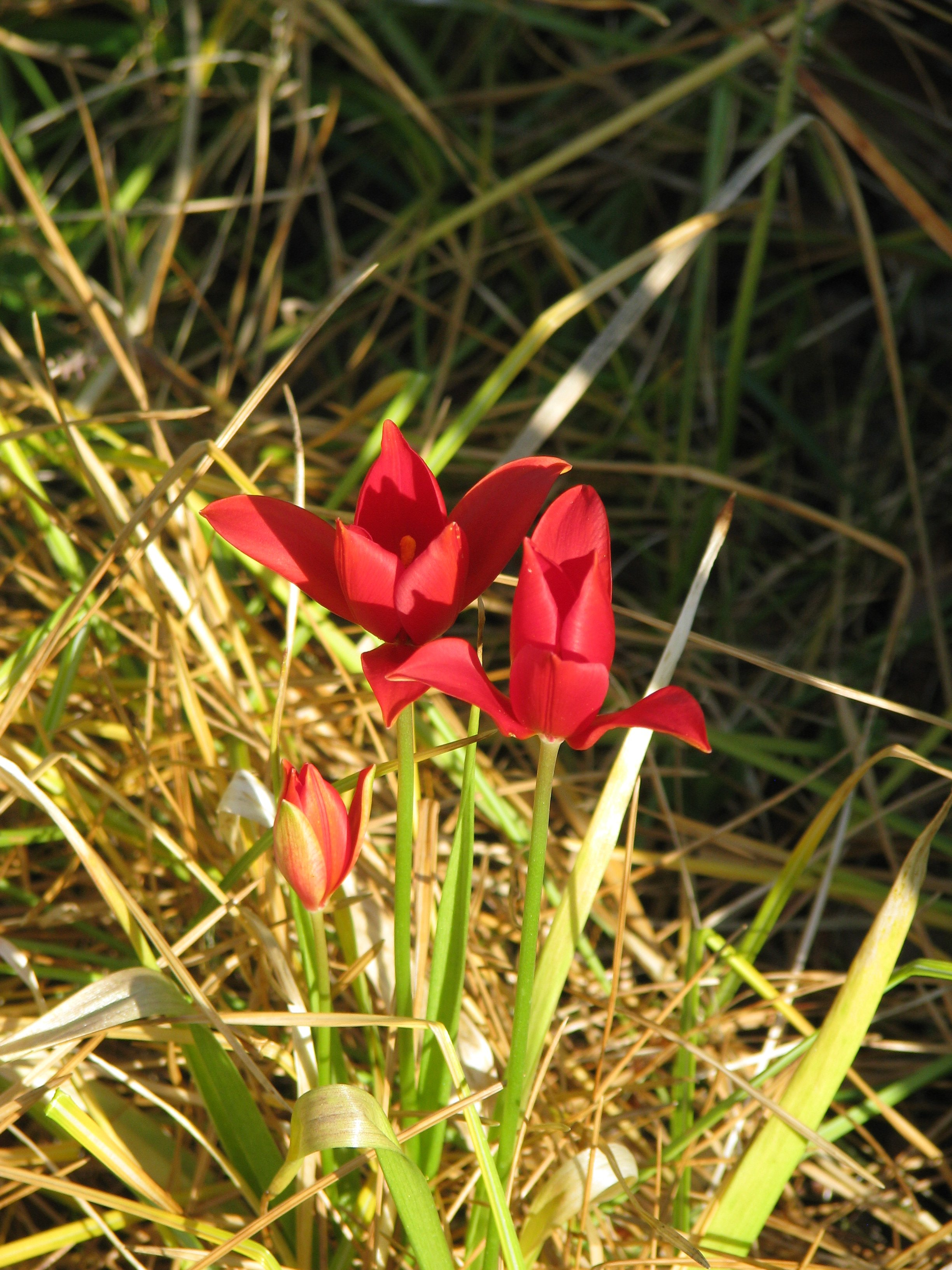